# Iris (anatomie)

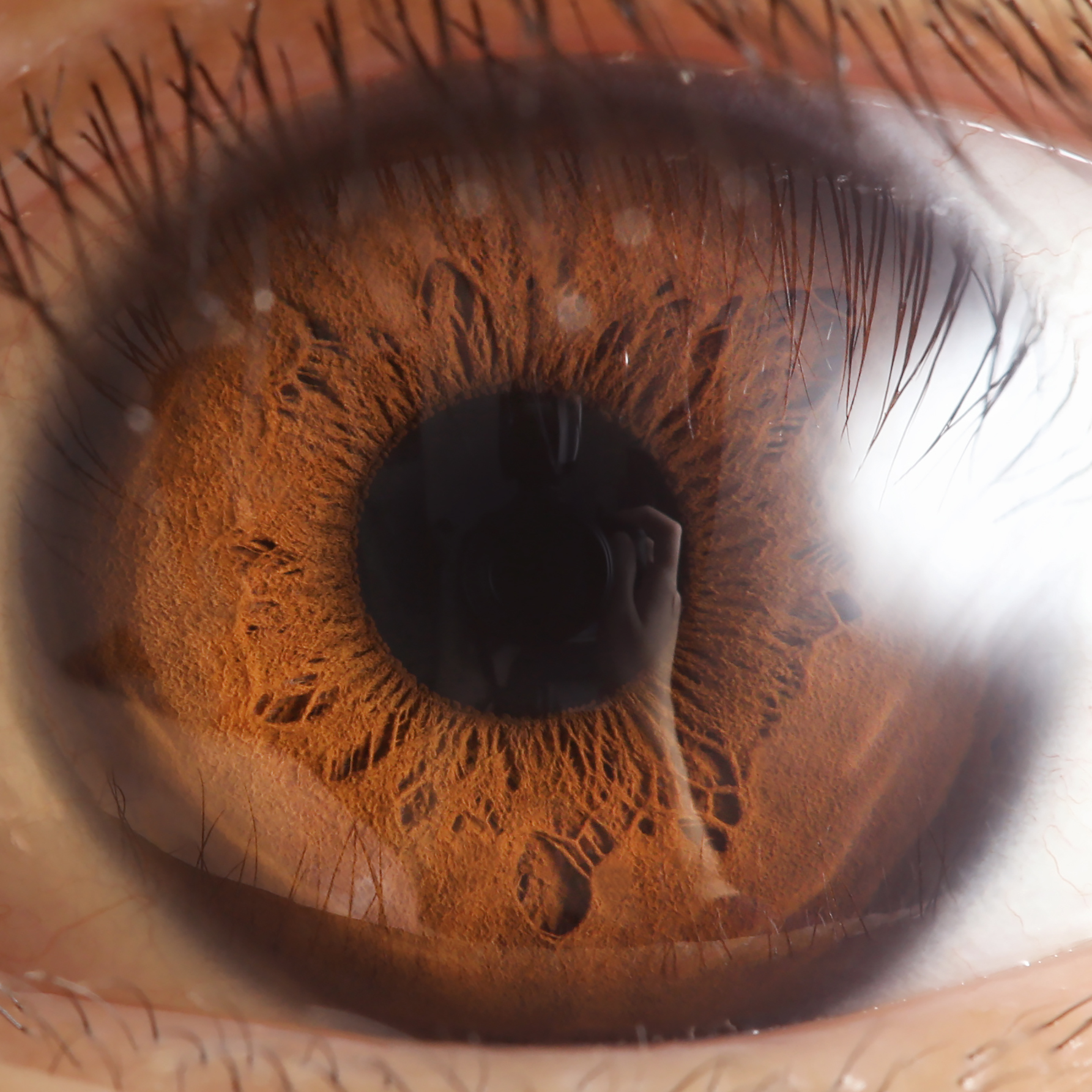
Iris des yeux brun clair

Pour les articles homonymes, voir Iris.
L'iris est une membrane circulaire et contractile de la face antérieure du globe oculaire. Il constitue la partie colorée visible de l'œil. Il est percé en son centre d'un orifice, la pupille. L'absence d'iris est appelée aniridie.
L'inflammation de l'iris s'appelle une iritis : elle est  souvent associée à une inflammation du corps ciliaire, et prend alors le nom d'iridocyclite.

## Description et fonction
L'iris est présent chez tous les vertébrés, à partir de la choroïde qui se différencie à la partie antérieure de l'oeil en corps ciliaire et iris. C'est une structure en anneau, fine et pigmentée qui contient des fibres musculaires lisses et qui est localisée dans l'humeur aqueuse. Le pigment détermine la couleur de l'œil.
L'iris présente en son centre une ouverture, la pupille, par laquelle la lumière pénètre à l'intérieur de l'œil. L'iris transmet donc partiellement la lumière vers la rétine périphérique, zone qui traite la lumière mais ne participe pas à la vision. La contraction ou la dilatation de l'iris est un réflexe physiologique pour adapter la vision à la luminosité ambiante. Quand la luminosité ambiante est forte, l'iris se contracte, ce qui diminue l'intensité lumineuse qui vient frapper le centre de la rétine, et vice-versa. L'iris s'apparente en cela à un diaphragme dans une caméra.

Chez les mammifères, l'iris  contient deux jeux de réseaux musculaires antagonistes : un système radial dilatateur (fibres orientées vers l'extérieur comme les rayons d'une roue), et un système circulaire constricteur (fibres disposées de façon concentrique, en sphincter).

Contraction de l'iris.

La contraction et  la dilatation de l'iris sont contrôlées par ces deux muscles : le muscle sphincter pupillaire et le muscle dilatateur de la pupille. Ainsi, quand on parle couramment de « pupille dilatée » (mydriase), il s'agit en fait d'une dilatation de l'iris due à un relâchement du muscle sphincter et une contraction du muscle dilatateur. Réciproquement, la contraction de la pupille (ou contraction de l'iris, ou myosis) est causée par une contraction du muscle sphincter et un relâchement du muscle dilatateur.
Les muscles de l'iris sont contrôlés par le système nerveux autonome. Le muscle sphincter est innervé par le nerf crânien III (nerf oculomoteur) dont les fibres parasympathiques partent du ganglion d'Edinger-Westphal (III) situé dans le tronc cérébral ; alors que le muscle dilatateur est innervé par des fibres sympathiques.
Par l'intermédiaire du système nerveux autonome, d'autres facteurs que la lumière peuvent modifier la taille de la pupille. Par exemple, face à un danger réel ou perçu, la pupille se dilate.

## Couleurs

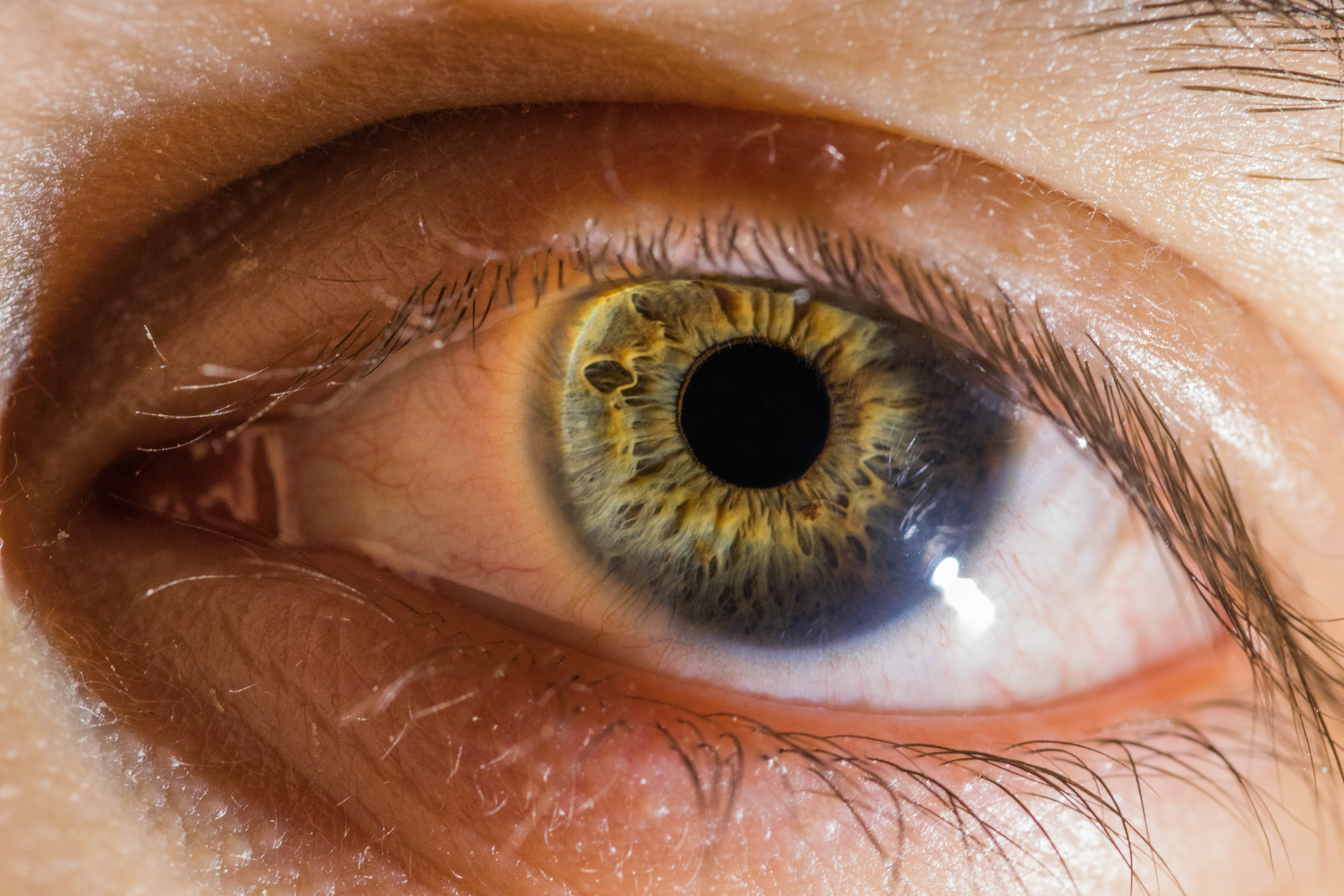
Iris bleu/vert.

La couleur de l'iris est essentiellement due à deux pigments : la mélanine (principalement) et la lipofuscine (pour certains yeux verts). En l'absence de pigment (par exemple, en cas d'albinisme), l'iris prend alors la couleur du sang qui y circule, c'est-à-dire rouge. Il existe de nombreuses nuances de couleur d'iris, des plus communes aux plus rares. Certains sont même composés d'une multitude de couleurs, et donc distinguer la couleur dominante est parfois très difficile. La couleur dite noisette est un marron plus clair et orangé. Elle peut se composer de vert et l'iris apparaît alors souvent rougeoyant quand il est exposé à la lumière.
La répartition des couleurs d'iris est inégale suivant les régions : par exemple, bien que l'on constate que le bleu et le vert sont majoritaires dans les populations des  pays du nord de l'Europe (environ 90 % pour l'Irlande et 60 % pour le Royaume-Uni), ces deux couleurs peuvent être rencontrées un peu partout sur le globe, notamment au Moyen-Orient ainsi qu'au Cachemire. Le marron et le noir sont de loin les couleurs les plus communes de l'iris (environ les trois quarts de la population mondiale ont les yeux foncés). Les mutations génétiques sont aussi sources de couleurs diverses. On estime qu'environ 2,2 % de la population mondiale ont les yeux bleus et qu'un grand nombre d'entre eux se concentre en Europe et en Amérique du Nord. Le gris est la couleur la plus rare (c'est une variante du bleu plus foncé). Sa répartition dans le monde est mal connue mais on pense qu'actuellement le gris touche tous les types de populations et en particulier en Europe du Nord et de l'Est.
Il est aujourd'hui impossible de savoir exactement pourquoi il y a tant de couleurs différentes de l'iris à travers la planète. Certains scientifiques ont pour hypothèse le mélange des ethnies durant les grandes migrations qui, au fil des millénaires, a créé toute une panoplie de couleurs plus ou moins importantes suivant les pays. Une étude de 2002 a démontré que toutes les personnes ayant les yeux bleus descendent d'un même ancêtre ayant vécu il y a environ 6000 ans.
La couleur de l'iris est un caractère phénotypique de l'individu résultant de l'expression de son génotype. Des travaux de recherche publiés en 2007 ont mis en évidence l'existence de plusieurs gènes, dont deux principaux, dans la détermination de la couleur de l'iris. L'un, comparé à un interrupteur, déterminerait si la coloration est brune ou bleue ; l'autre serait responsable des variantes noisette ou vert. De nombreux autres gènes interviendraient de manière mineure. Contrairement à l'hypothèse ancienne qui supposait que la couleur ne dépendait que d'un seul gène et que le phénotype clair était récessif, ce modèle permet à deux parents aux yeux clairs d'avoir des enfants aux yeux bruns, fait attesté bien que rare.

### Hétérochromie

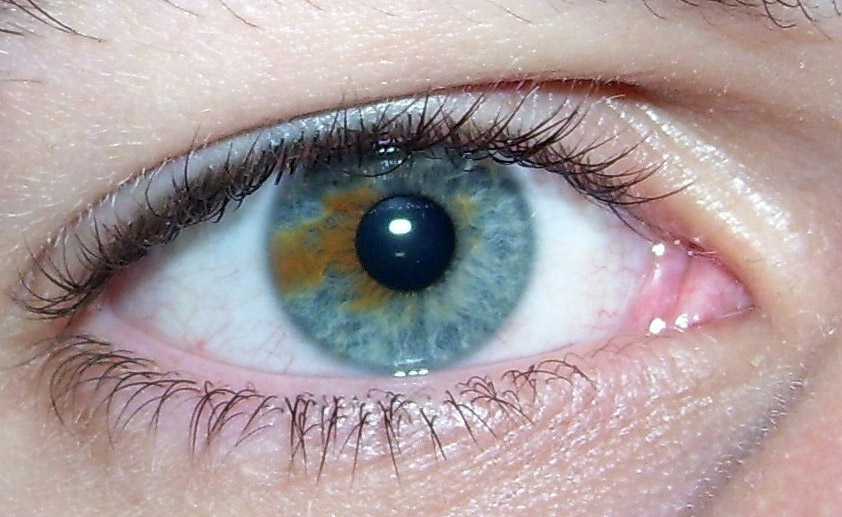
Hétérochromie partielle sur un iris (heterochromia iridium).

L'hétérochromie est une différence de couleur entre l'iris des deux yeux ou entre des parties d'un même iris :
- heterochromia iridis : les yeux sont de couleurs différentes (yeux vairons) ;
- heterochromia iridium : l'iris d'un œil est composé de plusieurs secteurs de couleurs différentes.

Ainsi Alexandre le Grand portait le surnom de δίκορος / díkoros, « qui a deux pupilles » en raison d'une hétérochromie.
Il ne faut pas confondre l'hétérochromie avec la polycorie, qui caractérise la présence de pupilles multiples au sein d'un même iris.

### Utilisation de lentilles colorées
L'apparence de l'iris peut être modifiée par le port de lentilles de contact colorées, et notamment de lentilles cercle. Ces lentilles donnent un résultat plus ou moins naturel selon les personnes.

## Biométrie
Les motifs de l'iris sont considérés comme uniques pour chaque individu et pour chaque œil et ils ne dépendent pas du génome de l'individu. Sa facilité d'accès pour des mesures externes contribue à en faire un bon identifiant biométrique.